# Teatro del Ambigu-Comique
El Teatro del Ambigu-Comique (en francés: Théâtre de l'Ambigu-Comique) fue un teatro situado en el parisino bulevar del Temple. Lo fundó el 9 de julio de 1769 Nicolas-Médard Audinot, antiguo actor de la Opéra-Comique posteriormente convertido en titiritero ambulante. Audinot llegó a la fama en el Teatro de la Feria de Saint-Germain a través de sus grandes marionetas llamadas bamboches.

## Historia de la compañía
Audinot llamó a su compañía los Comédiens de bois (en español Comediantes de madera), dedicándose a representar pantomimas y cuentos de hadas. Posteriormente ampliaría su repertorio con la inclusión de marionetas, niños y acróbatas escenificando también comedias, vodeviles, óperas cómicas, dramas y pantomimas.
La variedad y la mezcla de espectáculos justificarían y explicarían el cambio del nombre del teatro, de Comédiens de bois a Ambigu-Comique cuando Audinot sustituyó los niños por marionetas. Los beneficios obtenidos le permitieron en 1769 sufragar los gastos de construcción del edificio del Ambigu-Comique para albergar a sus actores de madera. Si bien en el abril siguiente reintroduce algunos niños en sus obras a los que va formando como actores y hace pintar en el telón de su teatro la frase Sicut infantes audi nos (juego de palabras con su propio nombre). Su éxito hace exclamar al poeta Delille:

Chez Audinot, l’enfance attire la vieillesse.
En casa de Audinot la infancia atrae a la vejez

## Historia del Teatro
Las exigencias de la Ópera Nacional motivan una nueva orden del Consejo que pretende en 1771 reducir a cuatro el número de músicos autorizados y prohibir cantar y bailar en el Ambigu-Comique. Pero esta vez la reacción indignada del público (que se ha hecho fiel seguidor de este Teatro) fuerza a derogar la ley a los pocos días. El éxito prosigue y al año siguiente se amplia la sala y se cambian definitivamente las marionetas por niños. También prosiguen los intentos de boicot por parte de los grandes teatros, que en 1780 consiguen obligarle a pagar a la Ópera una tasa por cada representación y comprometerse a no utilizar ballets o piezas líricas de este género con menos de diez años en cartelera. La Comédie Française y el Teatro Italiano de París obtienen por su parte el derecho a introducir cambios en los diálogos de las obras representadas antes de su estreno.
Pese a esos continuos incordios el Ambigu es reconstruido y ampliado en 1786. Audinot sostiene su fama en pantomimas históricas y novelescas como la Bella Durmiente, la Máscara de Hierro, la Fôret-Noire o el Capitán Cook. Comedias atrevidas como las de 
Plainchesne o Moline, asiduos proveedores del teatro, contribuyen así mismo a su prosperidad. El escritor Bachaumont afirma en 1771 que el teatro de Audinot es más frecuentado que la propia Ópera.

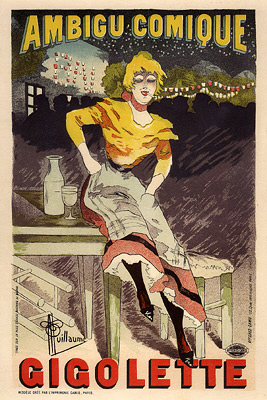
Cartel de 1896.

Proclamada en 1791, la liberalización de los teatros permite la aparición de un gran número de competidores que llevan al cierre del Ambigu en 1799. Vuelve en 1801 al melodrama con obras de Guilbert de Pixérécourt, Caigniez y Victor Ducange.
En 1827 es víctima de un incendio y se reconstruye bajo la dirección de los arquitectos Jacques Hittorff y Jean-François Lecointe  en la esquina del bulevar Saint-Martin con rue de Bondy (actual rue René-Boulanger). El siglo XIX ve aumentar el éxito del Ambigu a medida que se ofrecen más obras de gran espectáculo, dramas, melodramas, teatros de bulevar y vodeviles; convirtiéndose en el representante más fiel de las tradiciones dramáticas en el llamado « boulevard du crime » (como se conocía al Boulevard du Temple por el gran número de teatros representando dramas que albergaba).
En los años 1920 el teatro es reconvertido en cine de forma temporal. En 1954 el actor Christian Casadesus reabre el Ambigu-Comique retomando la representación teatral con actores contemporáneos como François Billetdoux o Roger Vitrac. En 1966 pese a las numerosas manifestaciones y de un espectacular desfile de todos los profesionales del mundo del teatro la sala es cerrada y demolida. Representantes del Ministerio de Cultura (dirigido por André Malraux) habían prometido que, primero la sala, y después todo el edificio, serían salvados una vez que el derribo ya había empezado.